# ASM-DT水中アサルトライフル
ASM-DT水中アサルトライフル (АСМ-ДТ、英：ASM-DT amphibious rifle) は、1990年代に開発されたロシアの特殊部隊向けの水中銃。

## 概要
1990年代当時のロシア海軍の特殊部隊では、水中での戦闘においてSPP-1水中拳銃やAPS水中銃が使用されていた。しかし、APS水中銃は陸上では有効射程がわずか100mと短く、さらに陸上で使用するとすぐに摩耗し、銃身の寿命は約2000発から180～200発ほどに減少してしまうという欠点があり、特殊部隊で使用するには威力が不十分であった。そのため、APS水中銃やAK-74と同等の威力の陸上での使用も可能な新しい水中自動小銃のを早急に開発する必要があった。そこで1991年に、ロシアのトゥーラ兵器工場で、ユーリ・ダニロフをプロジェクトエンジニアとするASM-DTプロジェクトが開始された。
ASM-DT水中アサルトライフルは、それぞれ空中および水中で発射された場合のAK-74ライフルやAPS水中銃と同等の威力を発揮し、2000年には実用化も進められた。また、本銃は1970年代初頭にソビエト連邦が開発したAPS水中銃をさらに発展させたもので、APS水中銃の欠点を解消していた。

## 設計
水中での使用をする場合、通常は空気と水の抵抗を考慮して長い滑腔銃身(ライフリングがない)にすることが多いが、本銃は陸上で十分な射程距離を得るためにライフリングが施されていた。また、水中と陸上での使用を可能にするため、水中用と陸上用の2種類の弾丸を使用した。ストックやグリップ、ハンドガードは、耐衝撃性プラスチックでできている。
この銃は2つのマガジンを同時に使えるように設計され、5.45 x 39mm 7N6(ソ連の標準弾薬の規格)と、既存のAPS水中銃の弾薬である5.45 x 39mm MGTS(5.66×39/120 mm MPS)の両方を発射できた。マガジンは、APS水中銃やAK-74と同じものを使用する。AK-74ライフルのマガジンを使用するとマガジンキャッチが前方にシフトし、水中での発射用に調整される。
また、陸上での正確な射撃を可能にするために銃身にはライフリングを施し、水中での使用時には、水の抵抗によって発射物が長い時間バレル内に留まり、ライフリングに噛ませると銃身内のガス圧が上がり過ぎ危険であるという問題を、発射時のガスが銃身に沿ってほられた浅い溝を通って弾丸の前まで行き、銃身から水を押し出すことで解決している。これにより、ライフルを一度水上に持って行かなくても、銃身が破裂する心配がない。さらに、追加装備としてGP-25グレネードランチャーや銃剣、PBSサウンド&フラッシュサプレッサー、フレームアレスタ、低ノイズ射撃用の発射装置(UPMS)、夜間照準器、およびタクティカルライトを装備できる。